# Paola Ghidoni
Paola Ghidoni (Montecchio Maggiore, 8 luglio 1963) è una politica italiana.

## Attività politica
Nel 2019 alle elezioni europee si candida con la Lega per Salvini Premier, nella circoscrizione Italia Nord Orientale, risultando essere la prima dei non eletti.
A novembre 2022 subentra a Mara Bizzotto, dimessasi perché eletta al Senato della Repubblica.